# Italia en la Copa Mundial de Fútbol de 1954
Italia fue una de las 16 selecciones participantes en la Copa Mundial de Fútbol de Suiza 1954, la cual fue su cuarta participación consecutiva en el mundial.

## Clasificación
Italia enfrentó a Egipto en una serie de eliminación directa a dos partidos, los cuales fueron ganados por Italia y clasificó al mundial.

## Resultados
Italia fue eliminada en la fase de grupos.
| País       | J | G | E | P | GF | GC | PTS |
| ---------- | - | - | - | - | -- | -- | --- |
| Inglaterra | 2 | 1 | 1 | 0 | 6  | 4  | 3   |
| Suiza      | 2 | 1 | 0 | 1 | 2  | 3  | 2   |
| Italia     | 2 | 1 | 0 | 1 | 5  | 3  | 2   |
| Bélgica    | 2 | 0 | 1 | 1 | 5  | 8  | 1   |

| 17 de junio de 1954 | Suiza                   | 2-1     | Italia        | Stade Olympique de la Pontaise, Lausanne                 |                                                          |
|                     | Ballaman 18' · Hügi 78' | Reporte | Boniperti 44' | Asistencia: 43 000 espectadores Árbitro(s): Mario Vianna | Asistencia: 43 000 espectadores Árbitro(s): Mario Vianna |

| 20 de junio de 1954 | Italia                                                         | 4-1     | Bélgica   | Cornaredo Stadium, Lugano                                      |                                                                |
|                     | Pandolfini 41' (pen.) · Galli 48' · Frignani 58' · Lorenzi 78' | Reporte | Anoul 81' | Asistencia: 24 000 espectadores Árbitro(s): Carl Erich Steiner | Asistencia: 24 000 espectadores Árbitro(s): Carl Erich Steiner |

| 23 de junio de 1954                                                 | Suiza                                    | 4-1     | Italia    | St. Jakob Stadium, Basel                                       |                                                                |
|                                                                     | Hügi 14' 85' · Ballaman 48' · Fatton 90' | Reporte | Nesti 67' | Asistencia: 30 000 espectadores Árbitro(s): Benjamin Griffiths | Asistencia: 30 000 espectadores Árbitro(s): Benjamin Griffiths |
| Partido de desempate para definir al segundo clasificado del grupo. |                                          |         |           |                                                                |                                                                |